# Sloanea cruenta
Sloanea cruenta là một loài thực vật có hoa trong họ Côm. Loài này được Lundell miêu tả khoa học đầu tiên năm 1975.